# Pier Schmid
Pier Schmid, född 16 mars 1971 i Karlstad, är en svensk låtskrivare, textförfattare och musiker.
Schmid var tidigare medlem i den svenska popgruppen Da Buzz, tillsammans med Per Lidén och Annika Thörnquist. Gruppen tävlade i Melodifestivalen 2003. År 2009 pausades Da Buzz och Schmid valde att inte återvända till gruppen när den senare uppstod. Året därpå, 2010, startade han pop/rock-duon Broken Door tillsammans med Tobias Östlund.